# پرچم موریتانی
پرچم موریتانی که برای اولین بار در ۲۲ مارس ۱۹۵۹ معرفی شده و در ۱ آوریل ۱۹۵۹ به رسمیت شناخته شد به‌عنوان پرچم ملی و نشان ملی شناخته می‌شود.
طی یک همه‌پرسی که در تاریخ ۵ اوت ۲۰۱۷ توسط رئیس‌جمهور وقت موریتانی محمد ولد عبدالعزیز صورت گرفت، دو نوار قرمز رنگ به پایین و بالای پرچم موریتانی اضافه شده و از تاریخ ۱۵ اوت ۲۰۱۷ به عنوان پرچم رسمی جدید موریتانی شناخته شد.